# Эрнстрода
Эрнстрода (нем. Ernstroda) — посёлок в Германии, в земле Тюрингия, входит в район Гота в составе городского округа Фридрихрода.
Население составляет 1026 человек (на 31 декабря 2006 года). Занимает площадь 10,88 км².

## История
Первое упоминание о поселении встречается в 1200 году в записях монастыря Райнхардсбрунн.
1 декабря 2007 года, после проведённых реформ, Эрнстрода вошёл в состав городского округа Фридрихрода в качестве района.

## Галерея

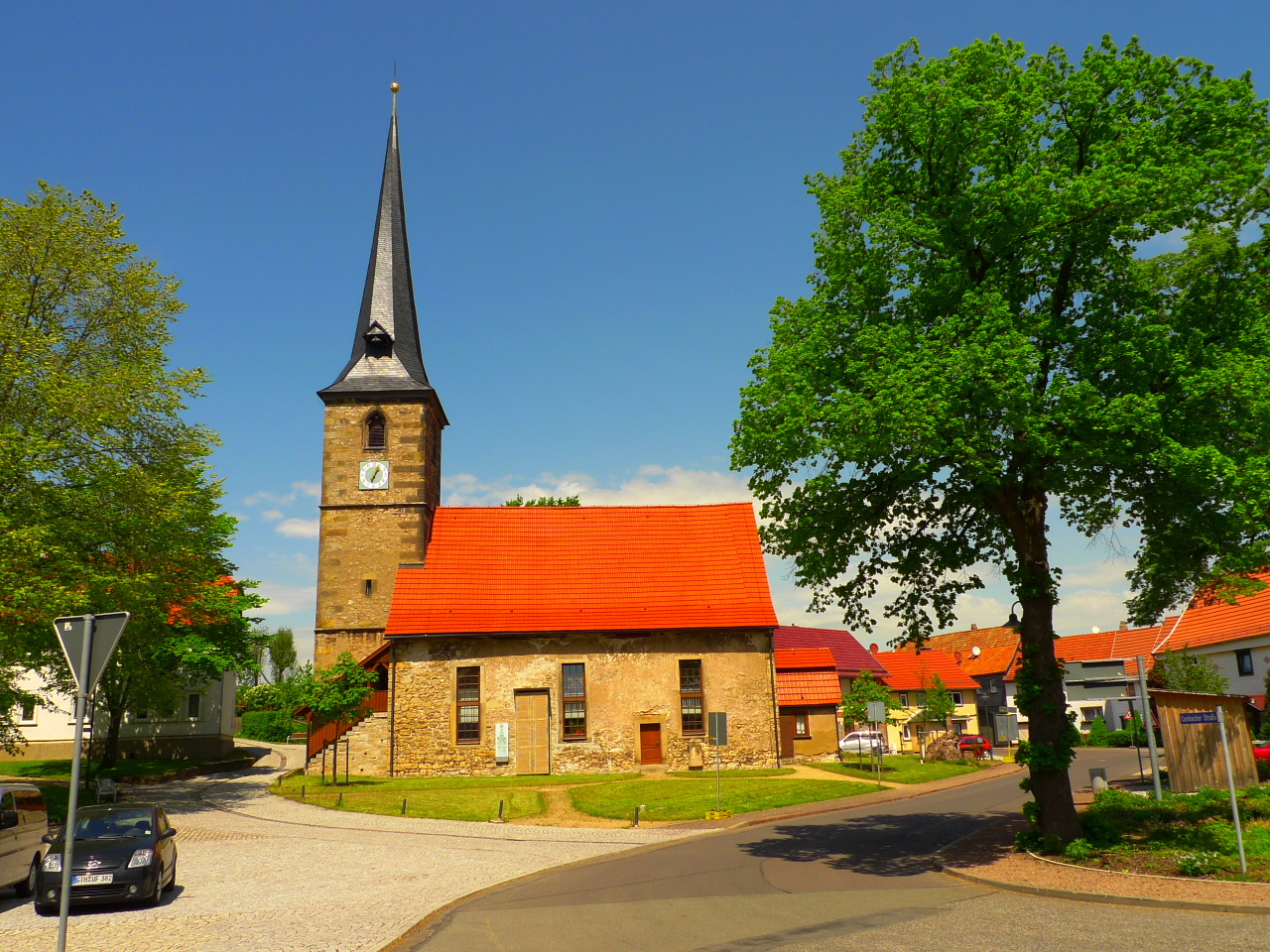
Церковь в Эрнстроде
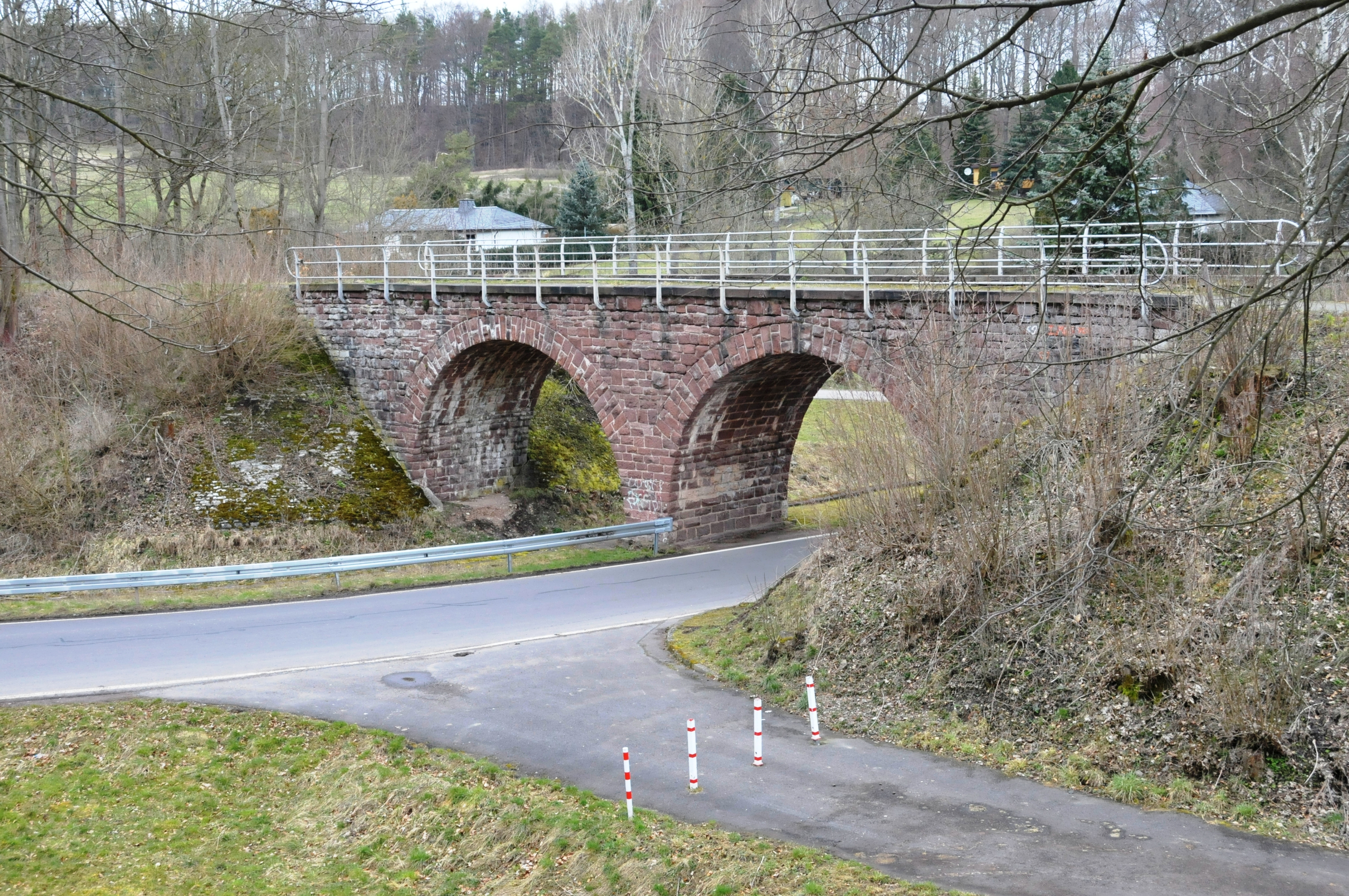
Старинный виадук в Эрнстроде
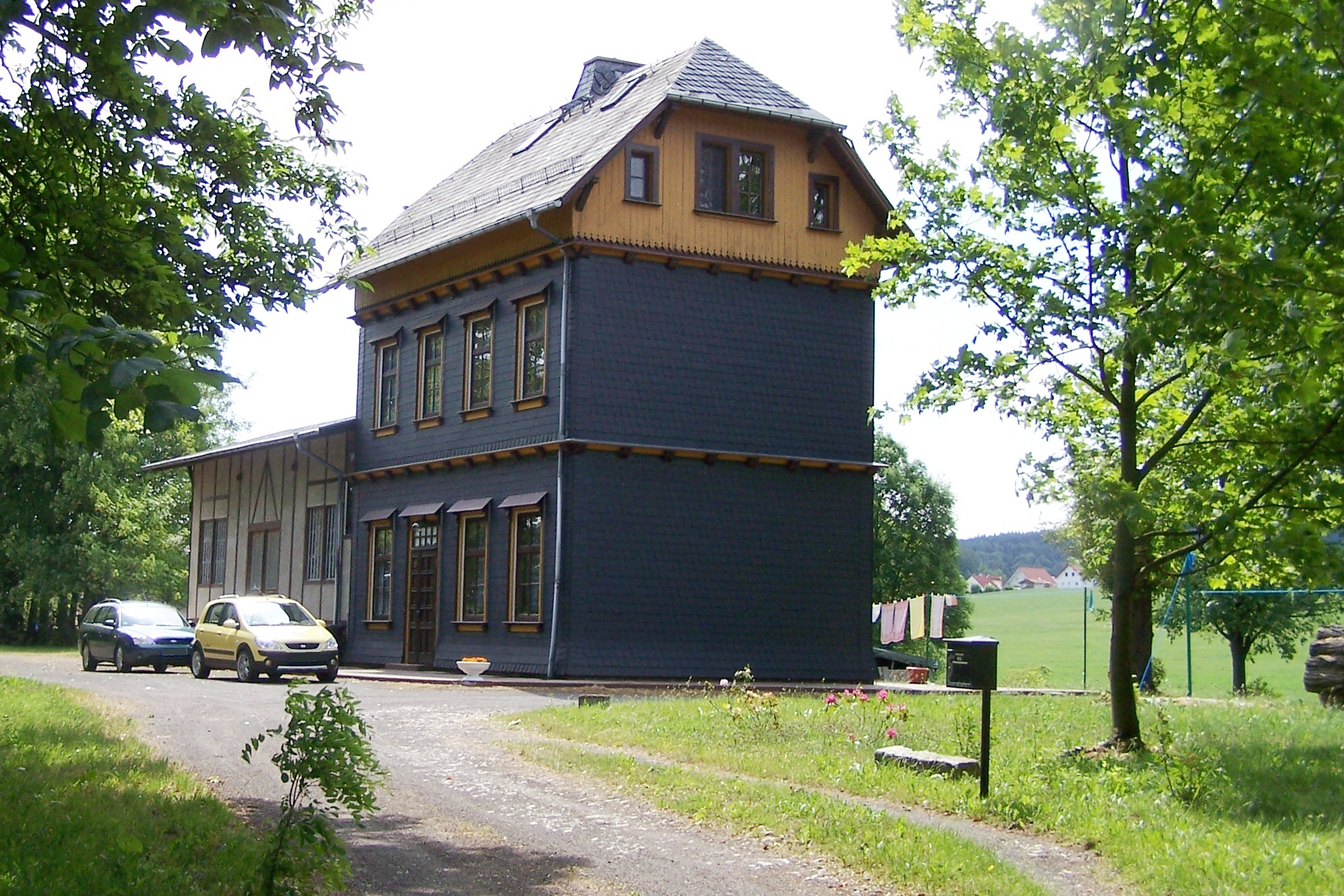
Старинное здание станции в Эрнстроде
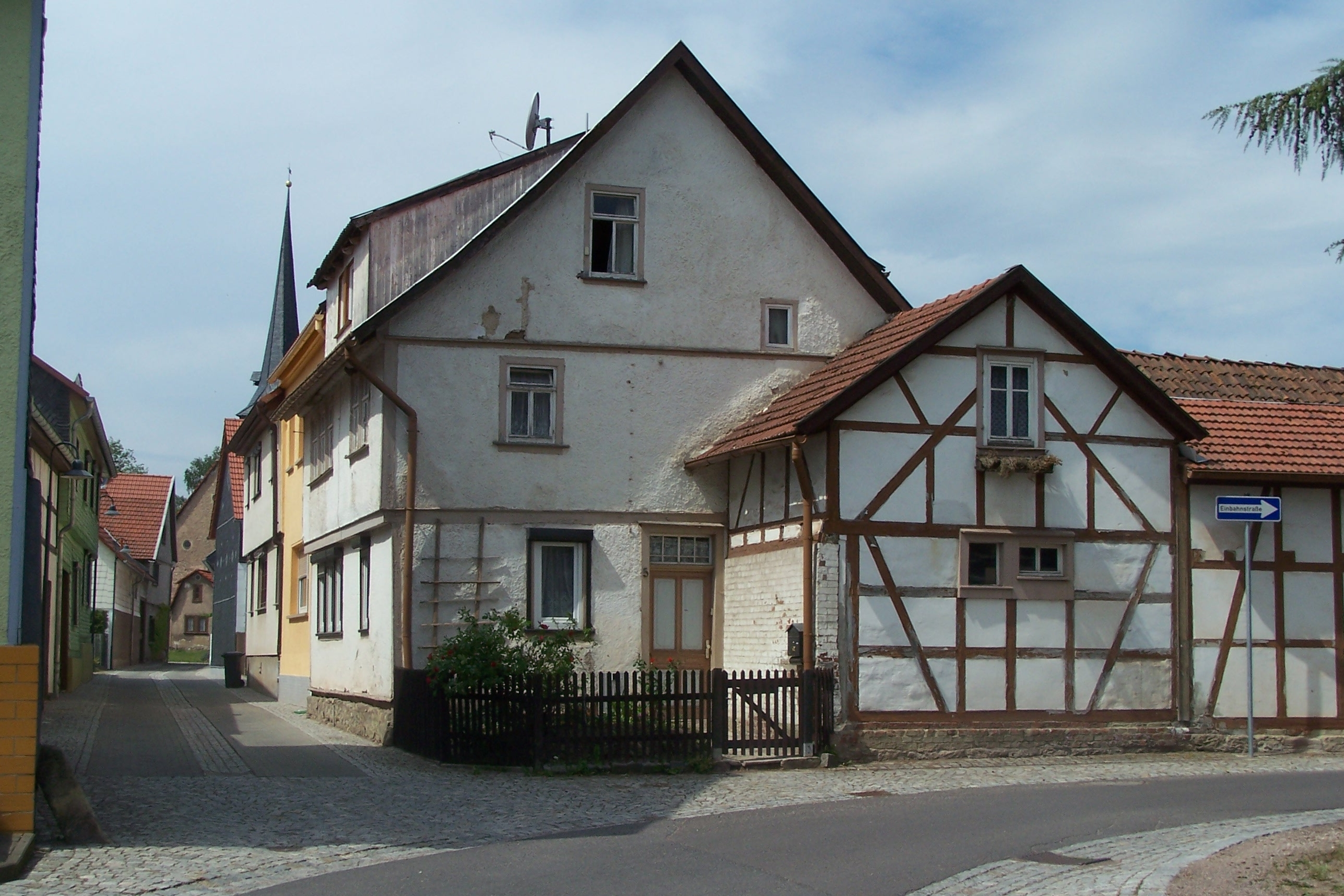
Улочки в Эрнстроде